# Championnat de Belgique masculin de handball 2018-2019
Navigation
Division 1 2017-2018 Division 1 2019-2020
La saison 2018-2019 du Championnat de Belgique masculin de handball fut la 61e saison de la plus haute division belge de handball. La première phase du championnat la phase classique, est suivi des play-offs (dans lesquels, on retrouve les quatre meilleurs clubs engagés en BeNe League), des play-offs II (dans lesquels on trouve les quatre meilleurs de la phase classique) et des play-downs (dans lesquels on trouve les quatre autres équipes engagés en phase classique).
Cette édition fut remportée par le Quibic Achilles Bocholt, sacré champion pour la quatrième fois de son histoire. Le HC Visé BM termine à la deuxième place, une première pour le club visétois. Le Sporting Neerpelt-Lommel et le Handbal Tongeren termine respectivement 3e et 4e des play-off I. Dans le duel pour cinquième place, c'est l'Hubo Initia HC Hasselt qui s'impose et reste en BeNe League, au détriment du KV Sasja HC Hoboken, remplacé par le HC Atomix. Le HC Atomix qui est ainsi promu au détriment de l'EHC Tournai.
En play-down, le RHC Grâce-Hollogne est relégué et sera remplacé la saison prochaine par le Kreasa HB Houthalen.

## Participants
En gras, les clubs engagés en BeNe League 2018-2019
| Club                     | Classement 2016-2017 | Localisation            | Entraîneur         | Salle                                                     | Capacité |
| ------------------------ | -------------------- | ----------------------- | ------------------ | --------------------------------------------------------- | -------- |
| Quibic Achilles Bocholt  | 1er                  | Bocholt                 | Bart Lenders       | Sportcomplex De Damburg                                   | 1 539    |
| Hubo Initia HC Hasselt   | 3e                   | Hasselt                 | Joop Fiege         | Sporthal Alverberg                                        | 1 730    |
| Sporting Neerpelt-Lommel | 6e                   | Neerpelt-Lommel         | Martin Vlijm       | Sportcentrum Dommelhof                                    | 1 600    |
| HC Visé BM               | 4e                   | Visé                    | Korneel Douven     | Hall Omnisports de Visé                                   | 600      |
| KV Sasja HC Hoboken      | 5e                   | Anvers                  | Alex Jacobs        | Sportcomplex Sorghvliedt                                  | 950      |
| Callant Tongeren         | 6e                   | Tongres                 | Vladimir Tomanović | Eburons Dôme Tongeren                                     | 1 000    |
| HC Atomix                | 7e                   | Haacht Keerbergen Putte | Lars Bertels       | Sporthal Den Dijk Sporthal Keerbergen Sporthal Klein Boom | ?        |
| EHC Tournai              | 8e                   | Tournai                 | Luc Vercauteren    | Hall des Sports de la C.E.T.                              | 2 000    |
| HC Eynatten-Raeren       | 9e                   | Raeren                  | Bruno Thevissen    | Sporthalle Eynatten                                       | 700      |
| HC Visé BM II            | 10e                  | Visé                    | Davor Peric        | Hall Omnisports de Visé                                   | 600      |
| Olse Merksem HC          | 8e                   | Anvers                  | Piotr Konitz       | Sportcentrum De Rode Loop                                 | 321      |
| Apolloon Kortrijk        | 1er (D2)             | Courtrai                | Koen Nel           | Sportcampus Lange Munte                                   | 2400     |
| HC DB Gent               | 2e (D2)              | Gand                    | Seyran Krojan      | Sporthal Hekers                                           | ?        |
| RHC Grâce-Hollogne       | 3e (D2)              | Anvers                  | Gianni Dolce       | Hall Omnisport de Grâce-Hollogne                          | ?        |

### Localisation
| \| HC Visé BM HC Visé BM II HC Atomix Olse Merksem KV Sasja Initia HC Hasselt HK Tongeren Achilles Bocholt Sporting NeLo EHC Tournai HC Eynatten-Raeren Grâce-Hollogne Gand Apolloon Kortrijk \| Localisation des clubs engagés dans le championnat |
| HC Visé BM HC Visé BM II HC Atomix Olse Merksem KV Sasja Initia HC Hasselt HK Tongeren Achilles Bocholt Sporting NeLo EHC Tournai HC Eynatten-Raeren Grâce-Hollogne Gand Apolloon Kortrijk                                                          |

Nombre d'équipes par Province
| # | Province                        | Nombre | Équipe(s)                                                                                  |
| - | ------------------------------- | ------ | ------------------------------------------------------------------------------------------ |
| 1 | Province de Limbourg            | 5      | Hubo Initia HC Hasselt, Callant Tongeren, QubiQ Achilles Bocholt, Sporting Neerpelt-Lommel |
| 2 | Province de Liège               | 3      | HC Visé BM, HC Visé BM II, HC Eynatten-Raeren, RHC Grâce-Hollogne                          |
| 3 | Province d'Anvers               | 2      | KV Sasja HC Hoboken, Olse Merksem HC                                                       |
| 4 | Province de Hainaut             | 1      | EHC Tournai                                                                                |
| 4 | Province du Brabant flamand     | 1      | HC Atomix                                                                                  |
| 4 | Province de Flandre-Orientale   | 1      | HC DB Gent                                                                                 |
| 4 | Province de Flandre-Occidentale | 1      | Apolloon Kortrijk                                                                          |

## Compétition

### Organisation du championnat
La saison régulière est disputée par 8 équipes, chacune se rencontre à deux reprises. Une victoire rapporte 2 points, une égalité 1 point et une défaite 0 point.
Après la saison régulière, les 4 équipes les mieux classées de la saison régulière s'engagent dans les Play-offs II. Les quatre moins bien classés s'engage en Play-down. Les Play-off I ne concerne que les quatre meilleures équipes de BeNe League.
Ainsi, en Play-offs I, les quatre meilleurs formations belges vont se disputer et le titre et les places européennes. Ces quatre équipes sont déjà assurés de disputer la prochaine BeNe League et débutent avec un nombre de points différent sur base de la saison régulière de la BeNe League : la première équipe belge débute ces play-offs avec 4 points, la seconde avec 3 points, la troisième avec 2 points et la quatrième avec 1 point. Ces quatre équipes se rencontrent à deux reprises afin de déterminer les deux meilleures équipes qui se qualifie alors pour la finale du championnat, une finale à trois manches qui débute chez les seconds. La cinquième et sixième équipe issus de la BeNe League s'affronte alors dans un duel pour la cinquième place qui se joue en cinq manches où le cinquième de BeNe League reçoit en premier ainsi qu'en dernier.
Dans les Play-offs II, le même principe s'applique qu'en Play-off I. C'est-à-dire, qu'en fonction du classement de la saison régulière, la première équipe de D1 débute avec 4 points, la seconde avec 3 points, la troisième avec 2 points et la quatrième avec 1 point. Les deux premières équipes s'affrontent, comme en Play-off I, dans une finale à trois manches qui débute chez les seconds. Cette finale à trois a pour but de déterminer l'équipe qui va se qualifier en BeNe League et remplacer l'équipe ayant perdu le duel entre le cinquième et sixième de BeNe League.
Pour ce qui est des 4 dernières équipes de la phase régulière, elles s'engagent quant à elles dans les play-downs. Il s'agit là aussi d'une compétition normale en phase aller-retour mais pour laquelle, le troisième de la phase régulière commence ces Play-downs avec 4 points, le quatrième avec 3 points, le cinquième avec 2 points et le sixième avec 1 point. Ces quatre équipes s'affrontent dans le but de ne pas pouvoir finir à la dernière place, synonyme de relégation en division 2.

## Résultats

### Saison régulière

#### Classement
|   | Équipe             | Pts | J  | G  | N | P  | Bp  | Bc  | Diff |
| - | ------------------ | --- | -- | -- | - | -- | --- | --- | ---- |
| 1 | EHC Tournai        | 23  | 14 | 11 | 1 | 2  | 412 | 378 | 34   |
| 2 | HC Atomix          | 18  | 14 | 9  | 0 | 5  | 420 | 376 | 44   |
| 3 | Apolloon Kortrijk  | 18  | 14 | 9  | 0 | 5  | 436 | 425 | 11   |
| 4 | HC Eynatten-Raeren | 16  | 14 | 7  | 2 | 5  | 403 | 392 | 11   |
| 5 | Olse Merksem HC    | 14  | 14 | 6  | 2 | 6  | 383 | 384 | -1   |
| 6 | HC DB Gent         | 12  | 14 | 5  | 2 | 7  | 416 | 415 | 1    |
| 7 | HC Visé BM II      | 7   | 14 | 2  | 3 | 9  | 384 | 409 | -25  |
| 8 | RHC Grâce-Hollogne | 4   | 14 | 1  | 2 | 11 | 338 | 413 | -75  |

|                 | Qualification en Play-offs II |
|                 | Play-downs                    |
| en augmentation | Promu 2018                    |

#### Matchs
| Résultats (dom.\ext.)                                      | ATO   | E-R   | EHC   | GRA   | GEN   | AKO   | MER   | VIS   |
| HC Atomix                                                  |       | 34-30 | 27-31 | 32-16 | 30-31 | 26-30 | 31-23 | 34-26 |
| HC Eynatten-Raeren                                         | 32-26 |       | 30-34 | 29-25 | 18-31 | 37-30 | 29-27 | 31-24 |
| EHC Tournai                                                | 27-24 | 26-25 |       | 28-16 | 34-29 | 34-42 | 34-30 | 30-26 |
| RHC Grâce-Hollogne                                         | 25-36 | 26-26 | 22-29 |       | 24-21 | 34-35 | 25-25 | 24-28 |
| HC DB Gent                                                 | 28-31 | 29-30 | 34-34 | 32-28 |       | 26-35 | 36-28 | 34-31 |
| Apolloon Kortrijk                                          | 29-33 | 29-26 | 27-28 | 29-25 | 28-27 |       | 29-37 | 35-32 |
| Olse Merksem HC                                            | 25-28 | 22-31 | 23-19 | 29-21 | 33-27 | 31-26 |       | 25-25 |
| HC Visé BM II                                              | 23-28 | 29-29 | 23-24 | 34-27 | 31-31 | 29-32 | 23-25 |       |
| - Victoire à domicile - Match nul - Victoire à l'extérieur |       |       |       |       |       |       |       |       |

### Play-offs

#### Play-offs I

##### Classement
|   | Équipe                      | Pts | J | G | N | P | Bp  | Bc  | Diff |
| - | --------------------------- | --- | - | - | - | - | --- | --- | ---- |
| 1 | QubiQ Achilles Bocholt T, C | 15  | 6 | 5 | 0 | 1 | 209 | 171 | 38   |
| 2 | HC Visé BM                  | 10  | 6 | 3 | 1 | 2 | 178 | 165 | 13   |
| 3 | Sporting Neerpelt-Lommel    | 6   | 6 | 1 | 2 | 3 | 178 | 194 | -16  |
| 4 | Handbal Tongeren            | 3   | 6 | 1 | 0 | 5 | 156 | 191 | -35  |

|   | Qualification pour la finale      |
| T | Tenant du titre                   |
| C | Vainqueur de la Coupe de Belgique |

##### Matchs
| Résultats (dom.\ext.)                                      | BOC   | TON   | N-L   | VIS   |
| Achilles Bocholt                                           |       | 37-27 | 38-29 | 32-28 |
| Handbal Tongeren                                           | 27-36 |       | 31-27 | 18-21 |
| Sporting Neerpelt-Lommel                                   | 31-31 | 36-28 |       | 33-33 |
| HC Visé BM                                                 | 29-35 | 34-25 | 33-22 |       |
| - Victoire à domicile - Match nul - Victoire à l'extérieur |       |       |       |       |

##### Finale
| 20h15 - 25 mai 2019 | HC Visé BM | 29 - 26 | QubiQ Achilles Bocholt | Hall Omnisports de Visé, Visé |

| 20h15 - 30 mai 2019 | QubiQ Achilles Bocholt | 29 - 28 | HC Visé BM | Sportcomplex De Damburg, Bocholt |

| 20h15 - 01 juin 2019 | QubiQ Achilles Bocholt | 28 - 27 | HC Visé BM | Sportcomplex De Damburg, Bocholt |

- QubiQ Achilles Bocholt 2-1 HC Visé BM

#### Matchs pour la cinquième place
| 20h15 - 23 mars 2019 | Hubo Initia HC Hasselt | 22 - 26 | KV Sasja HC Hoboken | Sporthal Alverberg, Hasselt |

| 20h15 - 27 avril 2019 | KV Sasja HC Hoboken | 35 - 33 | Hubo Initia HC Hasselt | Sportcomplex Sorghvliedt, Anvers |

| 20h15 - 01 mai 2019 | Hubo Initia HC Hasselt | 34 - 22 | KV Sasja HC Hoboken | Sporthal Alverberg, Hasselt |

| 20h15 - 04 mai 2019 | KV Sasja HC Hoboken | 24 - 25 | Hubo Initia HC Hasselt | Sportcomplex Sorghvliedt, Anvers |

| 20h15 - 11 mai 2019 | Hubo Initia HC Hasselt | 26 - 24 | KV Sasja HC Hoboken | Sporthal Alverberg, Hasselt |

- Hubo Initia HC Hasselt 3-2 KV Sasja HC Hoboken.

Le KV Sasja HC Hoboken est relégué en Division 1.

#### Play-offs II

##### Classement
|   | Équipe             | Pts | J | G | N | P | Bp  | Bc  | Diff |
| - | ------------------ | --- | - | - | - | - | --- | --- | ---- |
| 1 | EHC Tournai        | 12  | 6 | 3 | 1 | 2 | 185 | 174 | 11   |
| 2 | HC Atomix          | 11  | 6 | 4 | 0 | 2 | 194 | 171 | 23   |
| 3 | Apolloon Kortrijk  | 7   | 6 | 2 | 1 | 3 | 179 | 186 | -7   |
| 4 | HC Eynatten-Raeren | 4   | 6 | 1 | 1 | 4 | 161 | 188 | -27  |

|  | Qualification pour la finale pour la BeNe League |

##### Matchs
| Résultats (dom.\ext.)                                      | EHC   | ATO   | AKO   | E-R   |
| EHC Tournai                                                |       | 33-28 | 28-28 | 32-28 |
| HC Atomix                                                  | 31-26 |       | 31-26 | 33-24 |
| Apolloon Kortrijk                                          | 30-37 | 39-33 |       | 30-28 |
| HC Eynatten-Raeren                                         | 29-29 | 23-38 | 29-26 |       |
| - Victoire à domicile - Match nul - Victoire à l'extérieur |       |       |       |       |

##### Finale pour la BeNe League
| 20h15 - 25 mai 2019 | HC Atomix | 33 - 25 | EHC Tournai | Sporthal Den Dijk, Haacht |

| 20h15 - 30 mai 2019 | EHC Tournai | 27 - 29 | HC Atomix | Hall des Sports de la C.E.T., Tournai |

- HC Atomix 2-1 EHC Tournai

Le HC Atomix est promu en BeNe League la saison prochaine, il remplacera le KV Sasja HC Hoboken.

### Play-down

#### Classement
|   | Équipe             | Pts | J | G | N | P | Bp  | Bc  | Diff |
| - | ------------------ | --- | - | - | - | - | --- | --- | ---- |
| 1 | HC DB Gent         | 13  | 6 | 5 | 0 | 1 | 201 | 171 | 30   |
| 2 | HC Visé BM II      | 9   | 6 | 3 | 1 | 2 | 181 | 164 | 17   |
| 3 | Olse Merksem HC    | 9   | 6 | 2 | 1 | 3 | 161 | 158 | 3    |
| 4 | RHC Grâce-Hollogne | 3   | 6 | 1 | 0 | 5 | 139 | 189 | -50  |

|  | Relégué en Division 2 |

#### Matchs
| Résultats (dom.\ext.)                                      | GEN   | VIS   | OME   | GRA   |
| HC DB Gent                                                 |       | 40-33 | 34-28 | 34-20 |
| HC Visé BM II                                              | 40-20 |       | 22-23 | 29-25 |
| Olse Merksem HC                                            | 27-31 | 28-28 |       | 33-17 |
| RHC Grâce-Hollogne                                         | 23-40 | 28-29 | 26-22 |       |
| - Victoire à domicile - Match nul - Victoire à l'extérieur |       |       |       |       |

### Champion
| Champion de Belgique de handball 2017-2018 QubiQ Achilles Bocholt Handbal 4e titre |

## Bilan

### Classement final
| Rang | Équipe                     | En Coupe de Belgique         |
| ---- | -------------------------- | ---------------------------- |
| 1er  | QubiQ Achilles Bocholt (T) | Vainqueur                    |
| 2e   | HC Visé BM                 | Demi-finaliste               |
| 3e   | Sporting Neerpelt-Lommel   | Finaliste                    |
| 4e   | Handbal Tongeren           | Demi-finaliste               |
| 5e   | Hubo Initia HC Hasselt     | Quarts de finale             |
| 6e   | KV Sasja HC Hoboken        | Quarts de finale             |
| 7e   | HC Atomix                  | Soixante-quatrième de finale |
| 8e   | EHC Tournai                | trente-deuxième de finale    |
| 9e   | Apolloon Kortrijk          | Huitième de finale           |
| 10e  | HC Eynatten-Raeren         | Quarts de finale             |
| 11e  | HC DB Gent                 | Soixante-quatrième de finale |
| 12e  | HC Visé BM II              | -                            |
| 12e  | Olse Merksem HC            | Seizième de finale           |
| 12e  | RHC Grâce-Hollogne         | trente-deuxième de finale    |

|                 | Champion de Belgique                         |
|                 | Qualifiés pour la Coupe EHF 2019-2020        |
|                 | Relégués en division 2                       |
| En              | gras Qualifiés pour la BeNe League 2019-2020 |
| (T)             | Tenant du titre                              |
| en augmentation | Promu de début de saison en Division 1       |

### Classement des Buteurs
| #  | Joueur             | Équipe             | Buts |
| -- | ------------------ | ------------------ | ---- |
| 01 | Toon De Vis        | HC Atomix          | 119  |
| 02 | Benoit Neuville    | HC Eynatten-Raeren | 110  |
| 03 | Brice Lachal       | EHC Tournai        | 85   |
| 04 | Alexandre Hayon    | Olse Merksem HC    | 81   |
| 05 | Sander Vermeiren   | HC DB Gent         | 75   |
| 06 | Wouter Schroven    | HC Atomix          | 71   |
| 07 | Sébastien Danesi   | HC Visé BM         | 68   |
| 08 | Romain Dolce       | RHC Grâce-Hollogne | 68   |
| 09 | Volodimir Olexiouk | Apolloon Kortrijk  | 67   |
| 10 | Kobe Serras        | Olse Merksem HC    | 65   |

### Parcours en coupes d'Europe
Le parcours des clubs belges en coupes d'Europe est important puisqu'il détermine le coefficient EHF, et donc le nombre de clubs belges présents en coupes d'Europe les années suivantes.
| Club                   | Compétition     | Tour d'entrée     | Résultat                     | Dernier adversaire        |
| QubiQ Achilles Bocholt | Coupe EHF       | 1er tour          | éliminé au 2e tour           | BM Ciudad Encantada       |
| HC Visé BM             | Coupe Challenge | 1/16 de finale    | éliminé en 1/4 de finale     | HC Neva Saint-Pétersbourg |
| EHC Tournai            | Coupe Challenge | Tour préliminaire | éliminé en Tour préliminaire | Parnassos Strovolou       |

### Bilan de la saison
| Tableau d'honneur de la saison 2018-2019 |                        |              |
| Compétition                              | Vainqueur              | Commentaire  |
| Championnat de Belgique                  | QubiQ Achilles Bocholt | 4e titre     |
| Coupe de Belgique                        | QubiQ Achilles Bocholt | 4e victoire  |
| Qualifications européennes               |                        |              |
| Compétition                              | Qualifiés              | Qualifiés    |
| Coupe EHF                                | QubiQ Achilles Bocholt | Premier tour |
| Coupe EHF                                | HC Visé BM             | Premier tour |
| Promotions et relégations                |                        |              |
| Promu en Division 1 (D1)                 | Kreasa HB Houthalen    | 1er de D2    |
| Relégation en Division 2 (D2)            | RHC Grâce-Hollogne     | 4e des PD    |